# Rostom van Kartli
Rostom of Rustam Khan (Georgisch: როსტომი of როსტომ ხანი) (1565-1658), uit het huis Bagrationi, was koning (Wali) van het oostelijk koninkrijk Kartlië van 1633 tot aan zijn dood. Hij zag zichzelf als Koning der Koningen en soeverein.

## Leven en regeerperiode
Hij was een zoon van Daud Khan en was een geïslamiseerde Georgische prins. Hij werd geboren als Chosro Mirza en groeide op als een moslim aan het Perzische hof. Door zijn intelligentie en vastberadenheid in zijn beslissingen had hij al snel de aandacht van de sjah van Perzië Abbas I getrokken, die hem aanwees als prefect van zijn hoofdstad Isfahan. Van 1625 tot 1626 nam hij deel aan de onderdrukking van de Georgische oppositie: hij voerde het bevel over de rechterflank tijdens de gewonnen slag bij Marabda.
Hij werd uiteindelijk opgevolgd door Vachtang V uit het huis Muchrani, een zijtak van Bagrationi.

## Huwelijk en kinderen
Zijn eerste vrouw was een dochter van Gorjasp Abashishvili. Zij stierf echter een maand na het huwelijk. Zijn tweede vrouw was Mariam, een dochter van de Mingreelse prins Manuchar I Dadiani.